# Asakuchi

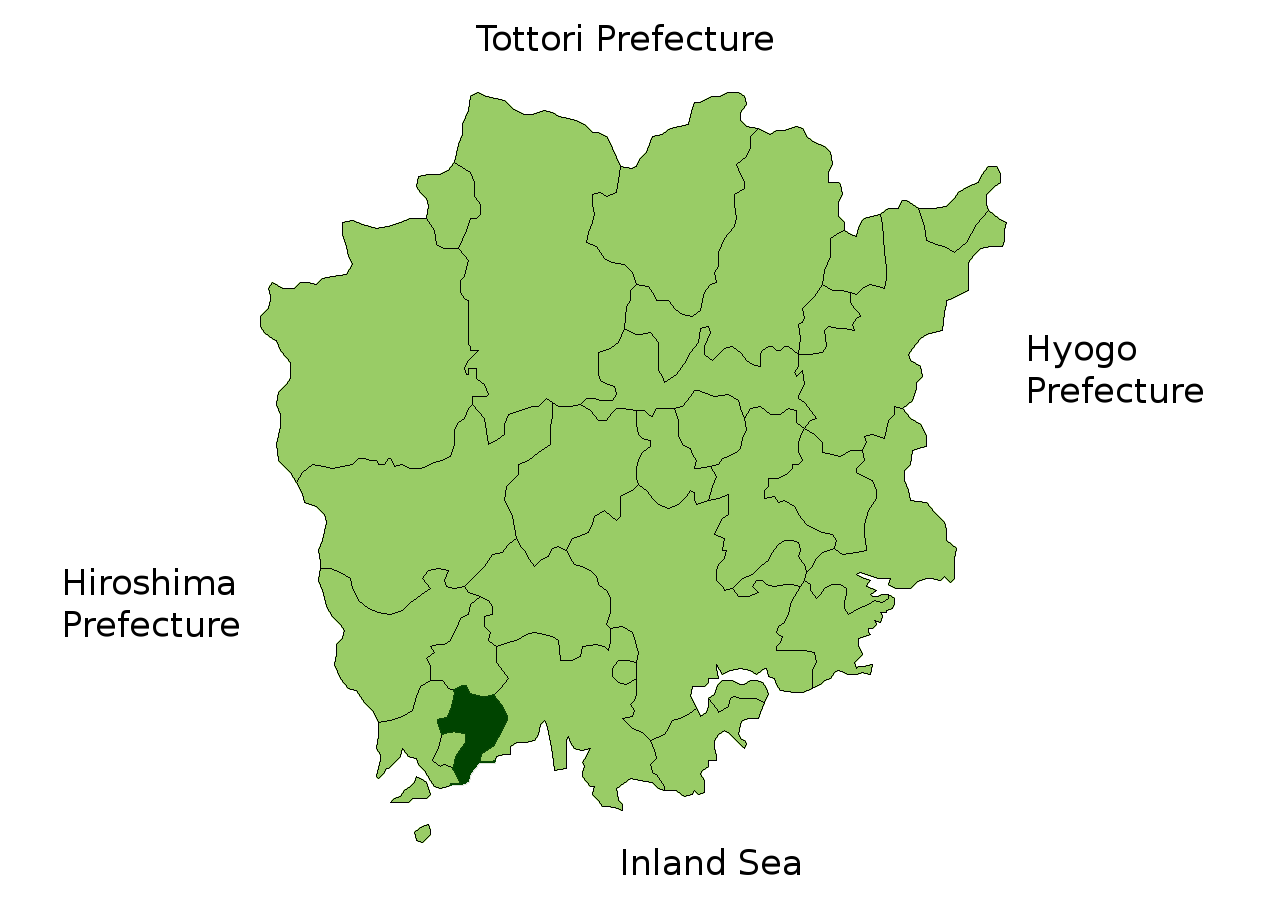

Asakuchi (浅口市 Asakuchi-shi?) este un municipiu din Japonia, prefectura Okayama. Municipiul a fost creat la 21 martie 2006 prin comasarea orașelor Kamogata, Konkō și Yorishima din districtul Asakuchi.